# Jori Turja
Jori Aki Lassi Turja, född 12 januari 1960 är en finsk travtränare, mest förknippad med hästen Varenne som bland annat vunnit Elitloppet (2001, 2002) samt Prix d'Amérique (2001, 2002).

## Karriär
Jori Turja föddes i Finland och var intresserad av hästar redan som barn. Vid 16 års ålder flyttade han utomlands för första gången, och innan han fyllt 20 år hade han redan jobbat i Tyskland, Italien och Sverige. Han arbetade ett tag som försteman i Olle Goops stall på Åbytravet.
1995 flyttade Turja till Italien för att arbeta som travtränare. Efter en trög inledning började han samarbeta med Giampaolo Minnucci. Bara något år efter starten kom Varenne i Turjas träning och tillsammans med Minnucci tog de fram vad som av många räknas som världens bästa travhäst. Varenne som vann det mesta som gick att vinna. Varenne segrade bland annat i Prix d'Amérique (2001, 2002), Elitloppet (2001, 2002), Olympiatravet (2000, 2002), Gran Premio Lotteria (2000, 2001, 2002) samt Breeders’ Crown Open Trot i USA (2001).
I början av 2010-talet upplevde den italienska travsporten en kris med bland annat strejker, och Turjas verksamhet gick trögare. Han valde då att flytta tillbaka till Sverige och ha Åbytravet som bas, där han drev en tränarrörelse tillsammans med Veijo Heiskanen. Turja avslutade sin tränarkarriär under 2016.
Han har även hjälpt den italienske tränaren Alessandro Gocciadoro med hans hästar då de tävlat i Sverige.